# Boliviana de Aviación
Boliviana de Aviación (BoA; IATA: OB, OACI: BOV, indicatiu: BOLIVIANA) és una aerolínia propietat de l'Estat bolivià amb seu central a la ciutat de Cochabamba. Va ser fundada el 24 d'octubre del 2007, sota la presidència d'Evo Morales, i va començar a operar el 30 de març del 2009. El seu centre de connexions principal és l'Aeroport Internacional Jorge Wilstermann, ubicat al centre del país, des d'on opera la majoria de la seva xarxa de vols nacionals, i la seva base secundària és l'Aeroport Internacional Viru Viru a Santa Cruz de la Sierra, des d'on opera vols internacionals cap a països d'Amèrica del Sud, Cuba, Estats Units d'Amèrica i Espanya. BoA és l'aerolínia més gran de Bolívia i la sisena més gran de Sud-amèrica en termes de número de flota i de passatgers transportats.

## Història
Boliviana de Aviación es va fundar com a companyia successora de l'aerolínia Lloyd Aéreo Boliviano, que va fer fallida el 2010 després de 85 anys d'activitat. Al maig de 2012, després de la fallida de la segona aerolínia més gran del país, AeroSur, BoA es va convertir en l'única aerolínia de Bolívia, arribant a assolir una participació del 78% del mercat aeri nacional. Des del novembre del 2014 l'aerolínia és membre de l'Associació Internacional del Transport Aeri.
El desembre del 2012 Boliviana de Aviación va afegir Madrid a la seva xarxa de destins essent aquesta la primera destinació fora del continent americà i reemplaçant el servei que oferia anteriorment AeroSur. L'aerolínia va utilitzar inicialment un Airbus A330-200 i posteriorment un Boeing 767-200ER. El maig del 2014 l'aerolínia va inaugurar vols regulars a Miami utilitzant inicialment les aeronaus Boeing 737-300 que tenia a la seva flota. Posteriorment, la ruta a Miami va passar a ser operada pels Boeing 767-300ER que l'aerolínia va adquirir. El mateix any Boliviana de Aviación va iniciar vols a Salta com a segona destinació internacional a Argentina, però va deixar d'operar la ruta el 2019. El 8 de febrer de 2022 va inaugurar vols internacionals a la ciutat de Lima com a cinquena destinació internacional de l'aerolínia.